# Promozione Marche 1979-1980
Nella stagione 1979-1980 la Promozione era sesto livello del calcio italiano (il massimo livello regionale). Qui vi sono le statistiche relative al campionato in Marche.
Il campionato è strutturato in vari gironi all'italiana su base regionale, gestiti dai Comitati Regionali di competenza. Promozioni alla categoria superiore e retrocessioni in quella inferiore non erano sempre omogenee; erano quantificate all'inizio del campionato dal Comitato Regionale secondo le direttive stabilite dalla Lega Nazionale Dilettanti, ma flessibili, in relazione al numero delle società retrocesse dal Campionato Interregionale e perciò, a seconda delle varie situazioni regionali, la fine del campionato poteva avere degli spareggi sia di promozione che di retrocessione.

## Girone A

### Classifica finale
|  | Pos. | Squadra                                                 | Pt | G  | V  | N  | P  | GF | GS | DR  |
|  | ---- | ------------------------------------------------------- | -- | -- | -- | -- | -- | -- | -- | --- |
|  | 1.   | U.S. Vigor Senigallia, Senigallia                       | 52 | 30 | 24 | 4  | 2  | 67 | 20 | +47 |
|  | 2.   | S.S. Real Montecchio, Montecchio di S.Angelo in Lizzola | 36 | 30 | 14 | 8  | 8  | 50 | 33 | +17 |
|  | 3.   | U.S. Vadese, S.Angelo in Vado                           | 36 | 30 | 12 | 12 | 6  | 37 | 22 | +15 |
|  | 4.   | S.S. Durantina, Urbania                                 | 36 | 30 | 10 | 16 | 4  | 36 | 22 | +14 |
|  | 5.   | Fabriano Calcio Spa, Fabriano                           | 33 | 30 | 13 | 7  | 10 | 34 | 32 | +2  |
|  | 6.   | U.S. Metaurense, Calcinelli di Saltara                  | 30 | 30 | 11 | 8  | 11 | 34 | 34 | 0   |
|  | 7.   | Pol. Cagliese, Cagli                                    | 29 | 30 | 7  | 15 | 8  | 32 | 35 | -3  |
|  | 8.   | A.S. Biagio Nazzaro, Chiaravalle                        | 29 | 30 | 10 | 9  | 11 | 31 | 36 | -5  |
|  | 9.   | U.S. Pergolese, Pergola                                 | 28 | 30 | 11 | 6  | 13 | 34 | 42 | -8  |
|  | 10.  | Pol. Gradara, Gradara                                   | 27 | 30 | 8  | 11 | 11 | 30 | 29 | +1  |
|  | 11.  | Pol. Gabicce Mare, Gabicce Mare                         | 27 | 30 | 8  | 11 | 11 | 31 | 39 | -8  |
|  | 12.  | U.S. Olimpia Marzocca, Marzocca di Senigallia           | 25 | 30 | 9  | 7  | 14 | 35 | 43 | -8  |
|  | 13.  | A.S. Cupramontana, Cupramontana                         | 25 | 30 | 8  | 9  | 13 | 35 | 50 | -15 |
|  | 14.  | A.S.C. Urbino, Urbino (-1)                              | 24 | 30 | 8  | 9  | 13 | 23 | 30 | -7  |
|  | 15.  | U.S. Montemarciano, Montemarciano                       | 24 | 30 | 6  | 12 | 12 | 28 | 45 | -17 |
|  | 16.  | A.C. Junior, Pesaro                                     | 18 | 30 | 3  | 12 | 15 | 17 | 42 | -25 |

- Vigor Senigallia ammessa allo spareggio promozione

## Girone B

### Classifica finale
|  | Pos. | Squadra                                  | Pt | G  | V  | N  | P  | GF | GS | DR  |
|  | ---- | ---------------------------------------- | -- | -- | -- | -- | -- | -- | -- | --- |
|  | 1.   | S.S. Corridonia, Corridonia              | 44 | 30 | 16 | 12 | 2  | 42 | 13 | +29 |
|  | 2.   | U.S. Tolentino, Tolentino                | 44 | 30 | 18 | 8  | 4  | 47 | 18 | +29 |
|  | 3.   | G.S. Castelfidardo, Castelfidardo        | 38 | 30 | 14 | 10 | 6  | 37 | 22 | +15 |
|  | 4.   | Civitanova Calcio, Civitanova Marche     | 37 | 30 | 13 | 11 | 6  | 42 | 31 | +11 |
|  | 5.   | A.S. Porto Sant'Elpidio, Porto S.Elpidio | 35 | 30 | 11 | 13 | 6  | 27 | 13 | +14 |
|  | 6.   | U.S. Filottranese, Filottrano            | 32 | 30 | 10 | 12 | 8  | 37 | 45 | -8  |
|  | 7.   | U.S. Cascinare, S.Elpidio a Mare         | 30 | 30 | 11 | 8  | 11 | 46 | 34 | +12 |
|  | 8.   | A.C. Sangiustese, Monte San Giusto       | 30 | 30 | 10 | 10 | 10 | 27 | 28 | -1  |
|  | 9.   | U.S. Sangiorgese, Porto S.Giorgio        | 29 | 30 | 8  | 13 | 9  | 34 | 35 | -1  |
|  | 10.  | Pol. Grottese, Grottazzolina             | 29 | 30 | 7  | 15 | 8  | 27 | 32 | -5  |
|  | 11.  | A.S. Casette D'Ete, Casette D'Ete        | 29 | 30 | 7  | 15 | 8  | 27 | 35 | -8  |
|  | 12.  | A.S. Camerano, Camerano                  | 23 | 30 | 6  | 11 | 13 | 26 | 37 | -11 |
|  | 13.  | S.S. Settempeda, S.Severino Marche       | 22 | 30 | 6  | 10 | 14 | 27 | 36 | -9  |
|  | 14.  | S.S. Portorecanati, Porto Recanati       | 20 | 30 | 5  | 10 | 15 | 29 | 48 | -19 |
|  | 15.  | A.S. Amandola, Amandola                  | 20 | 30 | 4  | 12 | 14 | 20 | 41 | -21 |
|  | 16.  | S.S. Robur, Grottammare                  | 18 | 30 | 6  | 6  | 18 | 21 | 48 | -27 |

### Spareggio 1.posto
4-5-1980 (a Macerata ) Corridonia-Tolentino 1-1 dts . Corridonia vince ai calci di rigore 4-3

### Spareggio promozione
11-05-1980 (ad Osimo ) Vigor Senigallia-Corridonia 0-0 dts . Vigor Senigallia vince ai calci di rigore 4-2 ed è promossa in serie D